# Asota carcae
Asota carcae là một loài bướm đêm trong họ Erebidae.